# Kimpéo
Kimpéo est une localité du département de Tiankoura, dans la province du Bougouriba (région du Sud-Ouest) au Burkina Faso. En 2006, cette localité comptait 127 habitants dont 61.4% de femmes.